# あつみ温泉
あつみ温泉（あつみおんせん）は、山形県南端部を流れ日本海へと注ぐ、温海川沿いに湧出していた温泉である。ただし、近年は掘削した井戸からポンプアップして温泉水を得ている。なお、旧来の温海温泉と書く事例も見られる。温泉水が温海川を通して海へと流れ込み、その海を温めていたために「温海」と命名された。

## 泉質
源泉井の場所は、標高22 mから32 mの温海川沿いであり、源泉井によって泉質は異なる。2020年現在は、3つの源泉井を使用中であり、集中管理の下でポンプアップして、各温泉施設へ給湯を行っている。なお、山形県は日本の中では比較的、高温泉の比較的多い地域であり、山形県の温泉の源泉の半数近くが、高温泉で占められている。あつみ温泉の源泉も高温泉である。源泉井での温度は51.5 ℃から72.9 ℃、pHは7.5から8.3と差が見られる。泉質も、泉源によって異なる。

## 温泉地
温海岳の西、矢矧山の北、温海川の河口から見て、約2 kmの場所の川沿いが温泉地である。
温泉街を流れる温海川沿いを中心に旅館が７軒存在し、山形県道44号線沿いには木造3階建ての老舗旅館が並ぶ。この温海川沿いを中心に、多数の休憩施設を設置したりと整備が進められた。なお、温海川沿いの市道は、国土交通省の「くらしのみちゾーン」の登録、「スーパーモデル地区」の指定を受け、歩行者優先の道路として整備された。また、温泉街の中心部には足湯も3箇所整備された。
共同浴場は温泉街に3箇所にあり、管理協力金300円で誰でも入浴が可能である。日帰り入浴は、共同浴場および温泉旅館で可能だが、特に旅館は事前の確認が必要である。

### 共同浴場
下の湯
温泉街の入り口にある。公衆浴場の中では最大規模で、円形の浴槽も備えている。
正面湯
温泉街の中心にある。朝市開催場所に近い浴場。
湯之里公衆浴場
温泉街再奥部にある古びた浴場。下の湯と正面湯が日帰り観光客の利用が多いのに比べ、こちらは地元客中心。

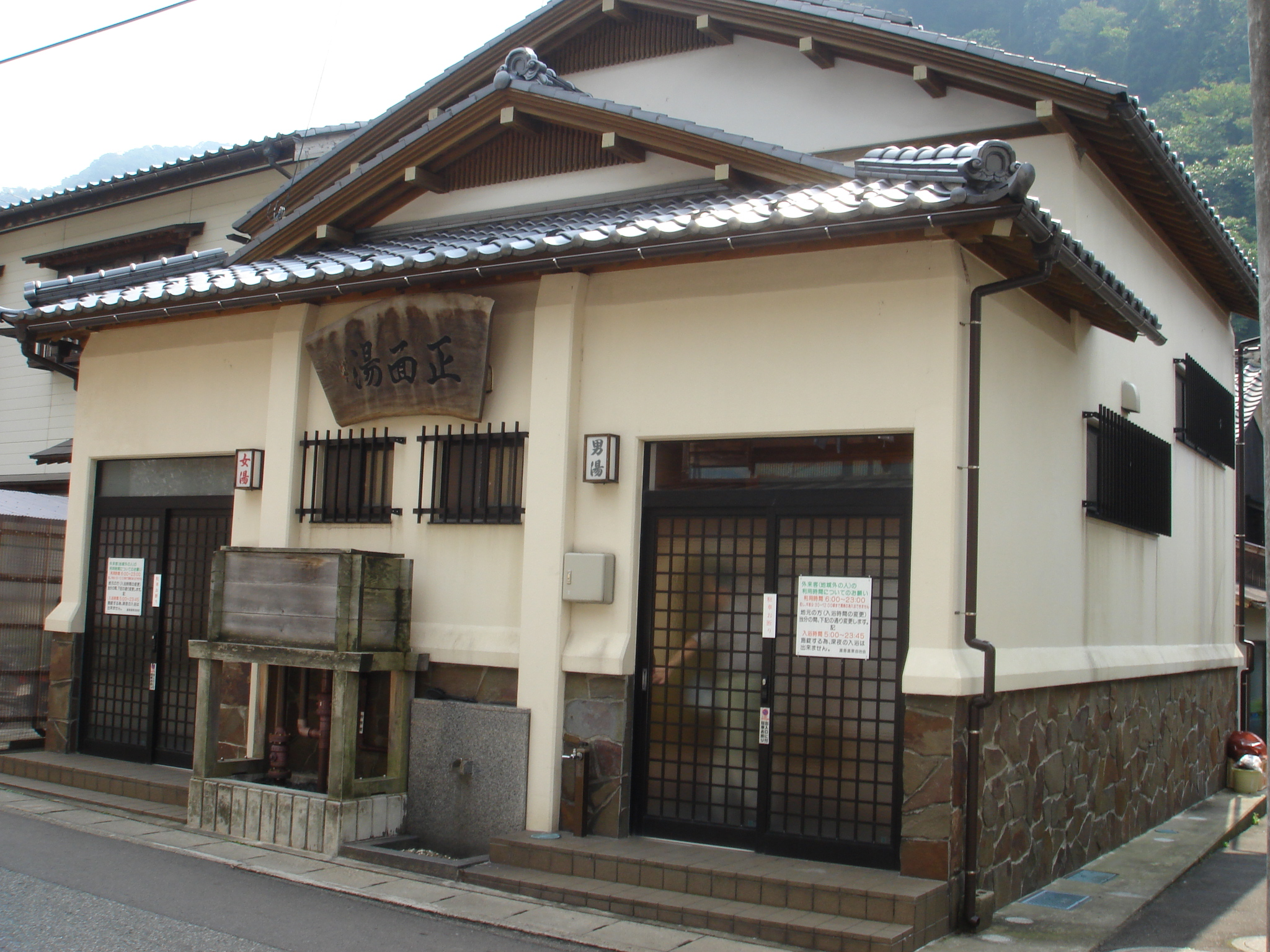
正面湯
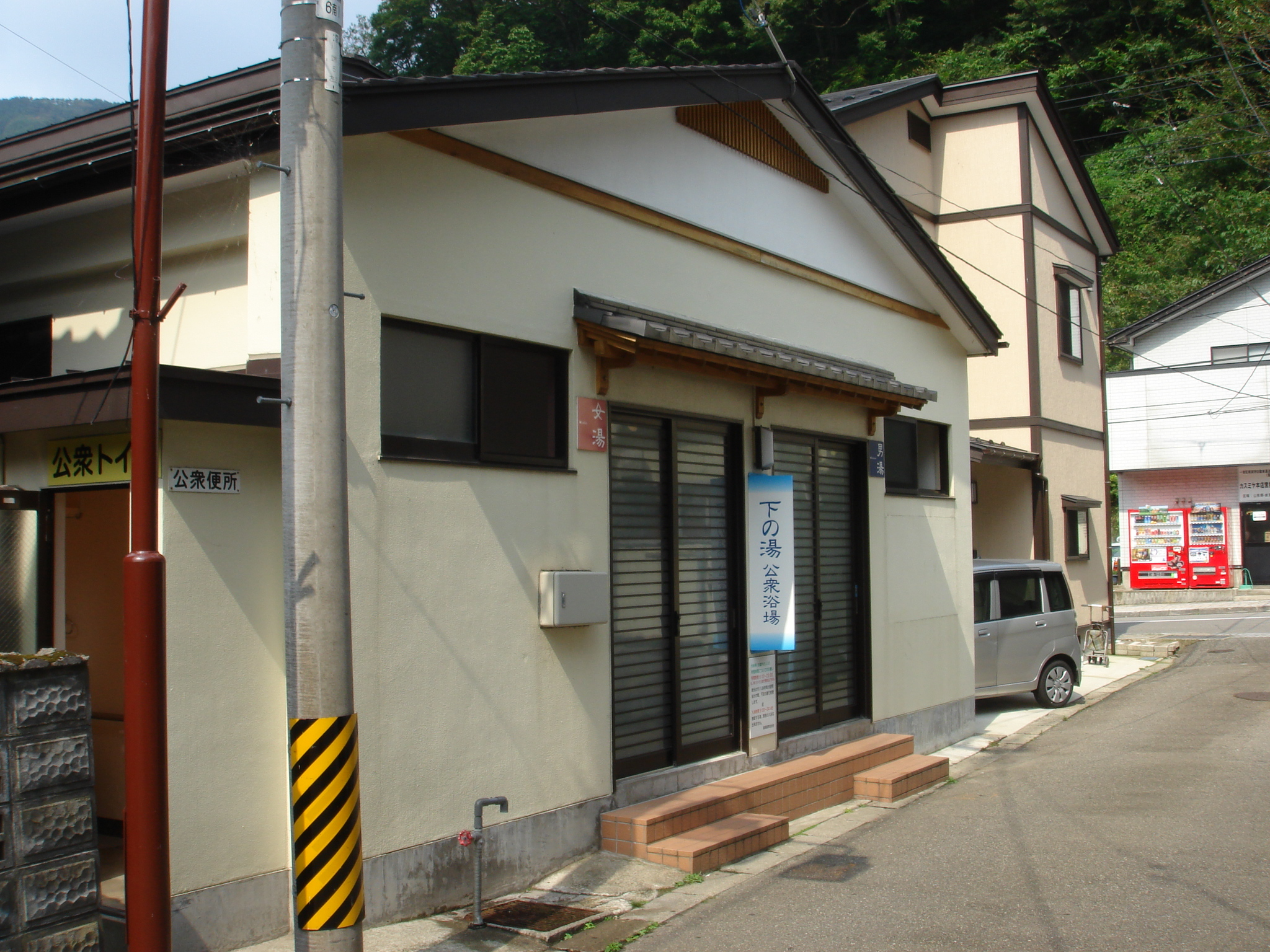
下の湯
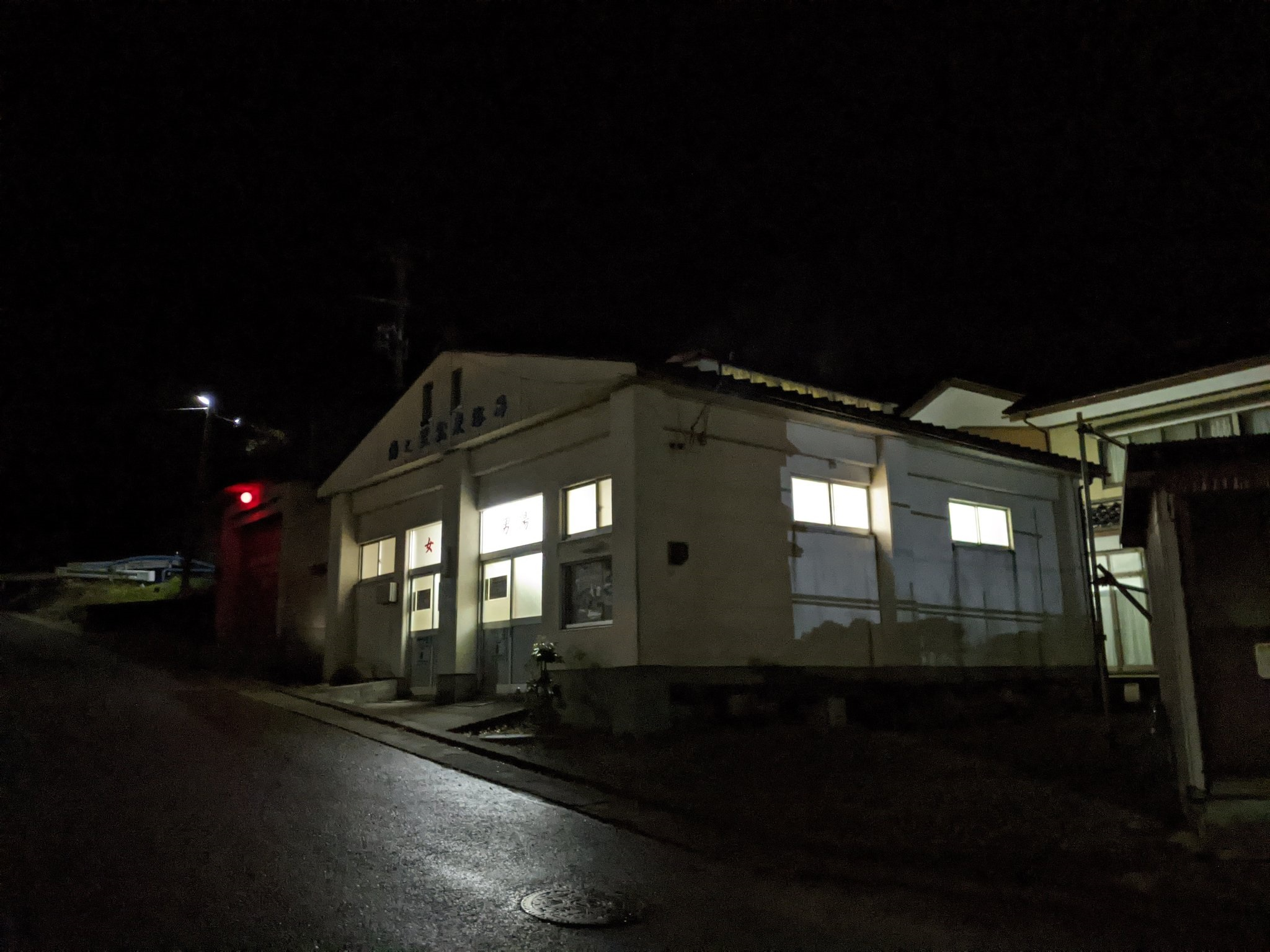
湯之里公衆浴場

### 足湯
温泉の新しい形として足湯が日本で注目され始めると、あつみ温泉でも温泉情緒を演出し、観光客をもてなす手段の1つとして足湯の設置が行われた。
- 温泉街の中心部、道路の真ん中に整備された「あんべ湯」
- 足湯カフェChittoMotché[6]に併設され、飲食物の提供も受けられる「もっしぇ湯」
- 温海川沿いに設置された「もっけ湯」

これらの名前は、それぞれ庄内弁で「案配（あんばい）」「面白い」「ありがとう」を意味する。

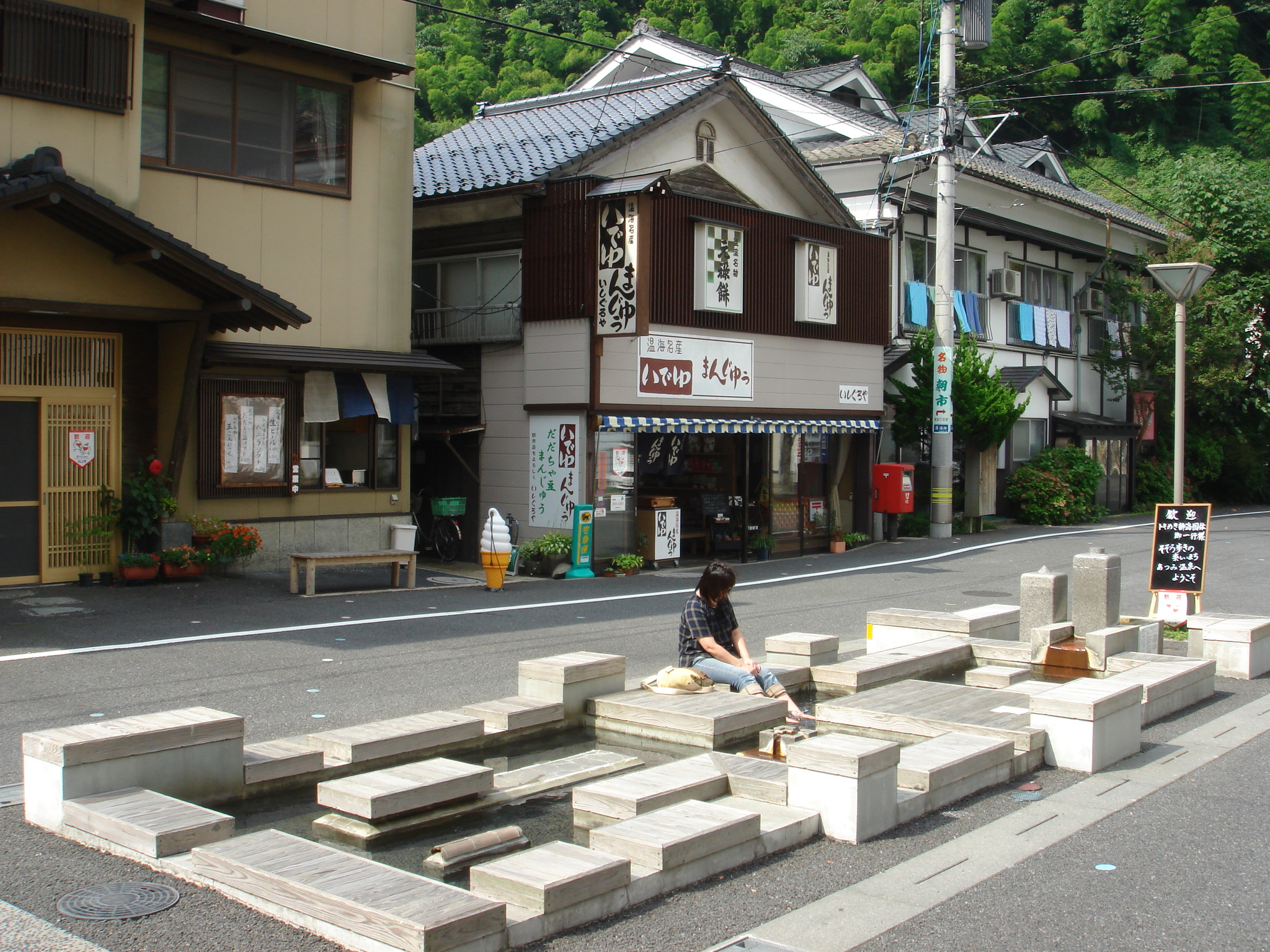
中心街と足湯（あんべ湯）
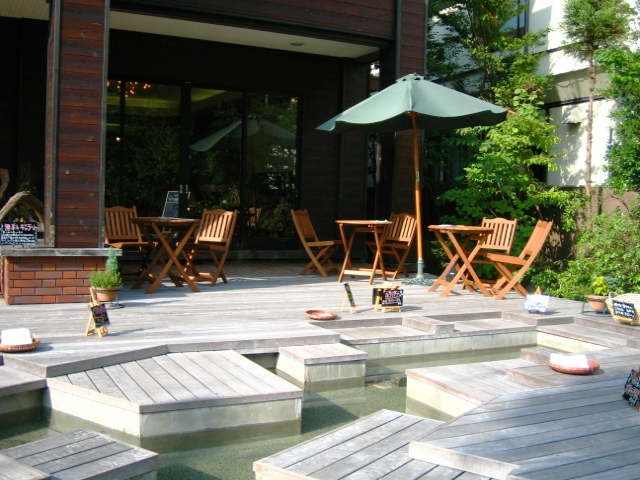
カフェと足湯（もっしぇ湯）
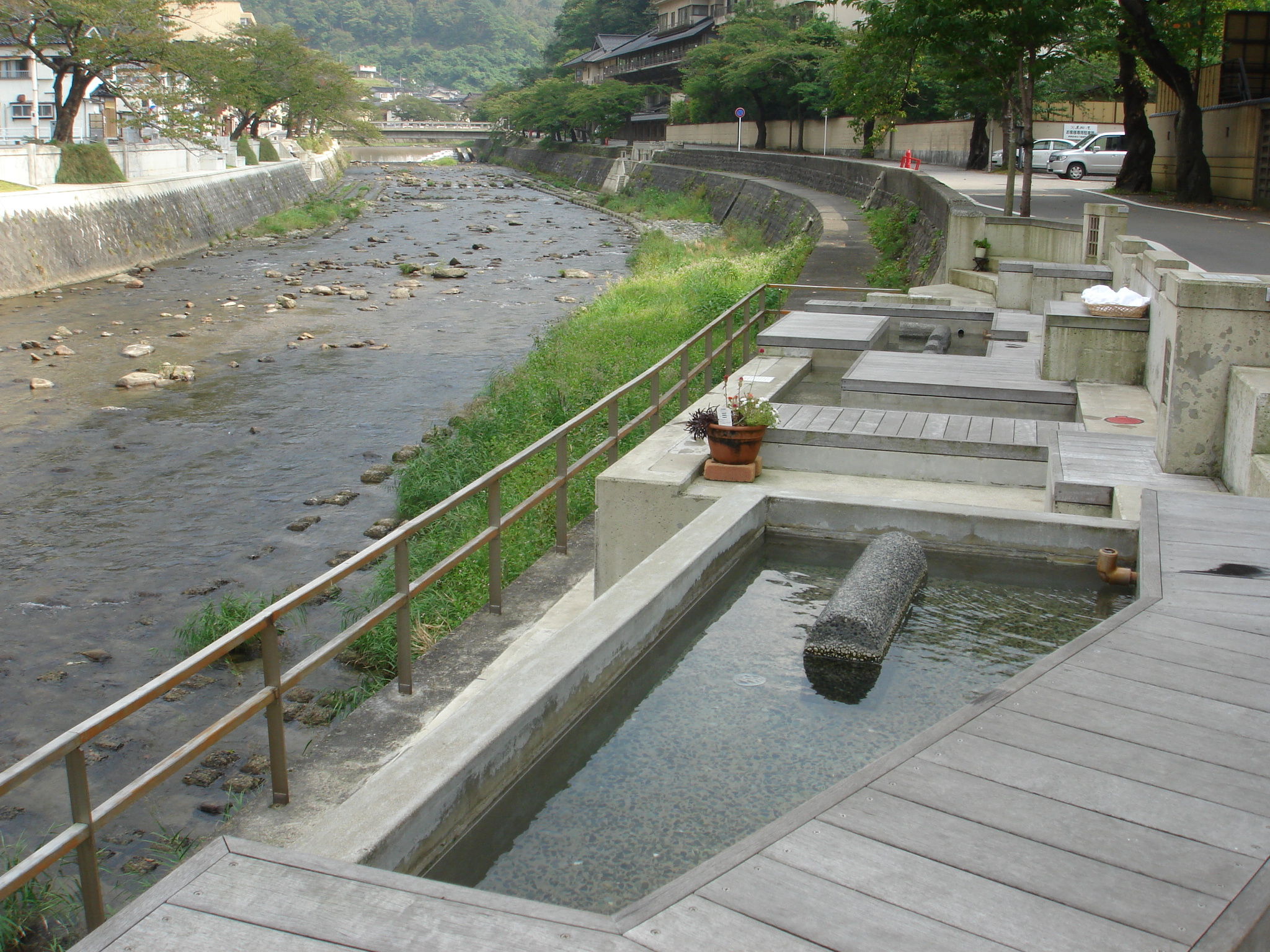
温海川と足湯（もっけ湯）

### 公園
あつみ温泉ばら園
温泉街の高台に位置し、90種約3000本の色とりどりのバラが、例年6月から10月までの間、咲く。ばらが見ごろとなる6月には「あつみ温泉ばら園まつり」が開催され、各種イベントが開催される。
2012年（平成24年）11月2日、酒井家第16代当主酒井忠良公が丹精込めて育てた「殿様のばら」231本が、鶴岡公園ばら園内の大型バス駐車場整備に伴い、酒井家ゆかりのあつみ温泉のばら園などに移植された。
2022年（令和4年）9月17日、酒井家庄内入部400年と「殿様のばら」移植10周年を記念し、18代当主酒井忠久公の手により「あつみ温泉ばら園」内に「殿様のばら」が再び植樹された。
大清水公園
庄内藩の藩主が湯治に来た際に飲んだ「御清水」と呼ばれる湧水が存在する。常時約11 ℃を保つという硬質の水が湧き、その周辺をポケットパークとして整備した。

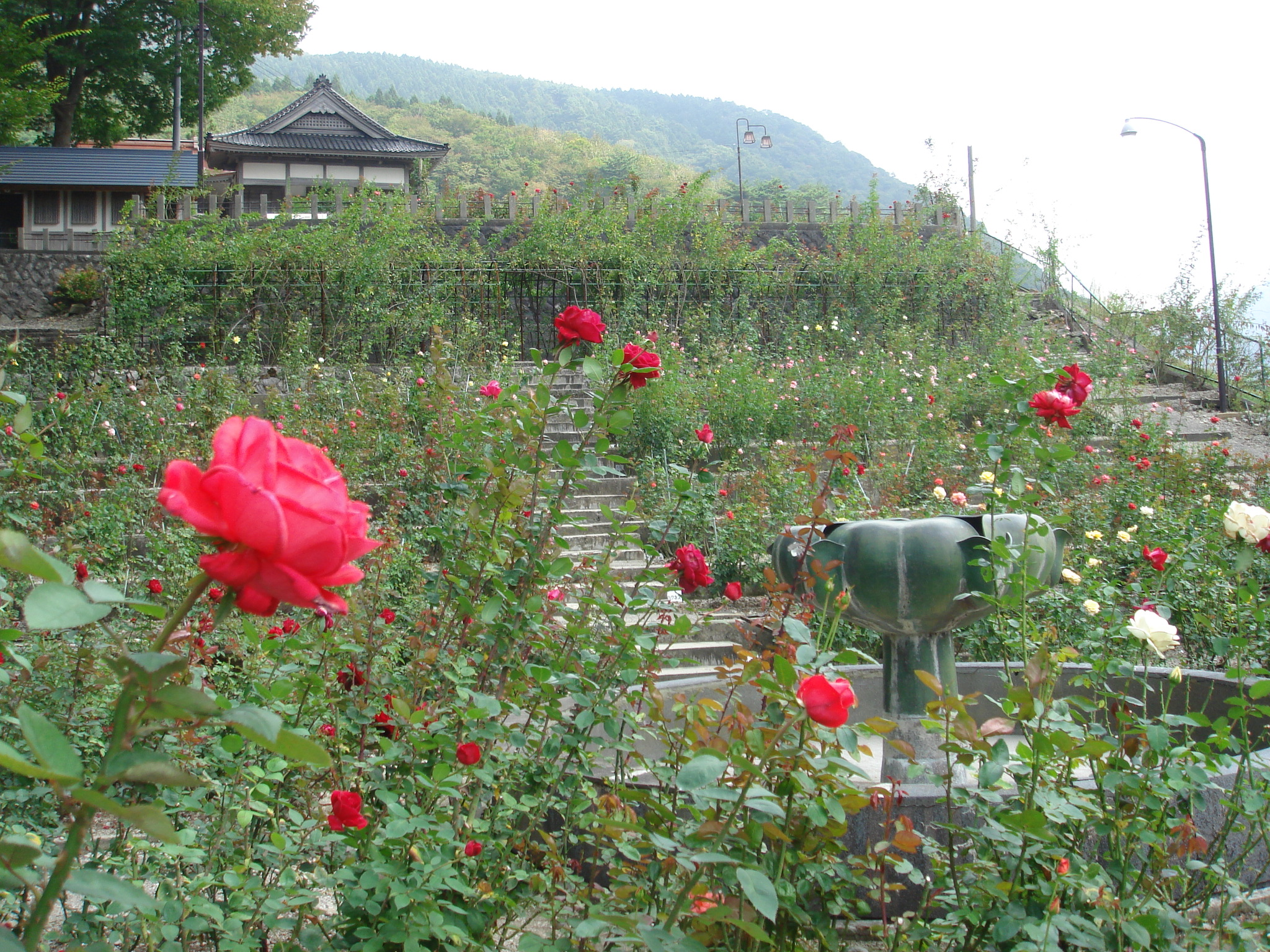
あつみ温泉ばら園
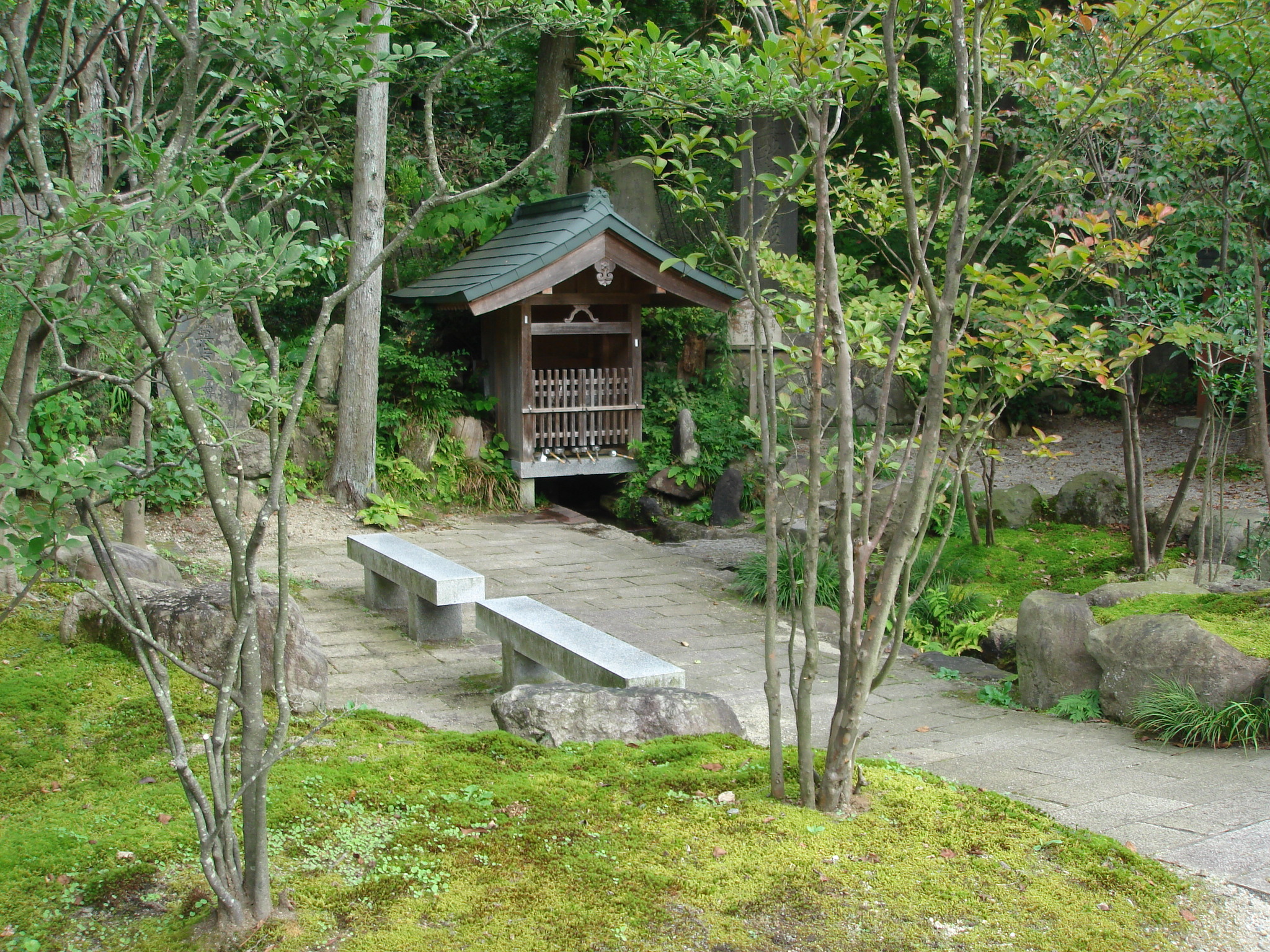
大清水公園
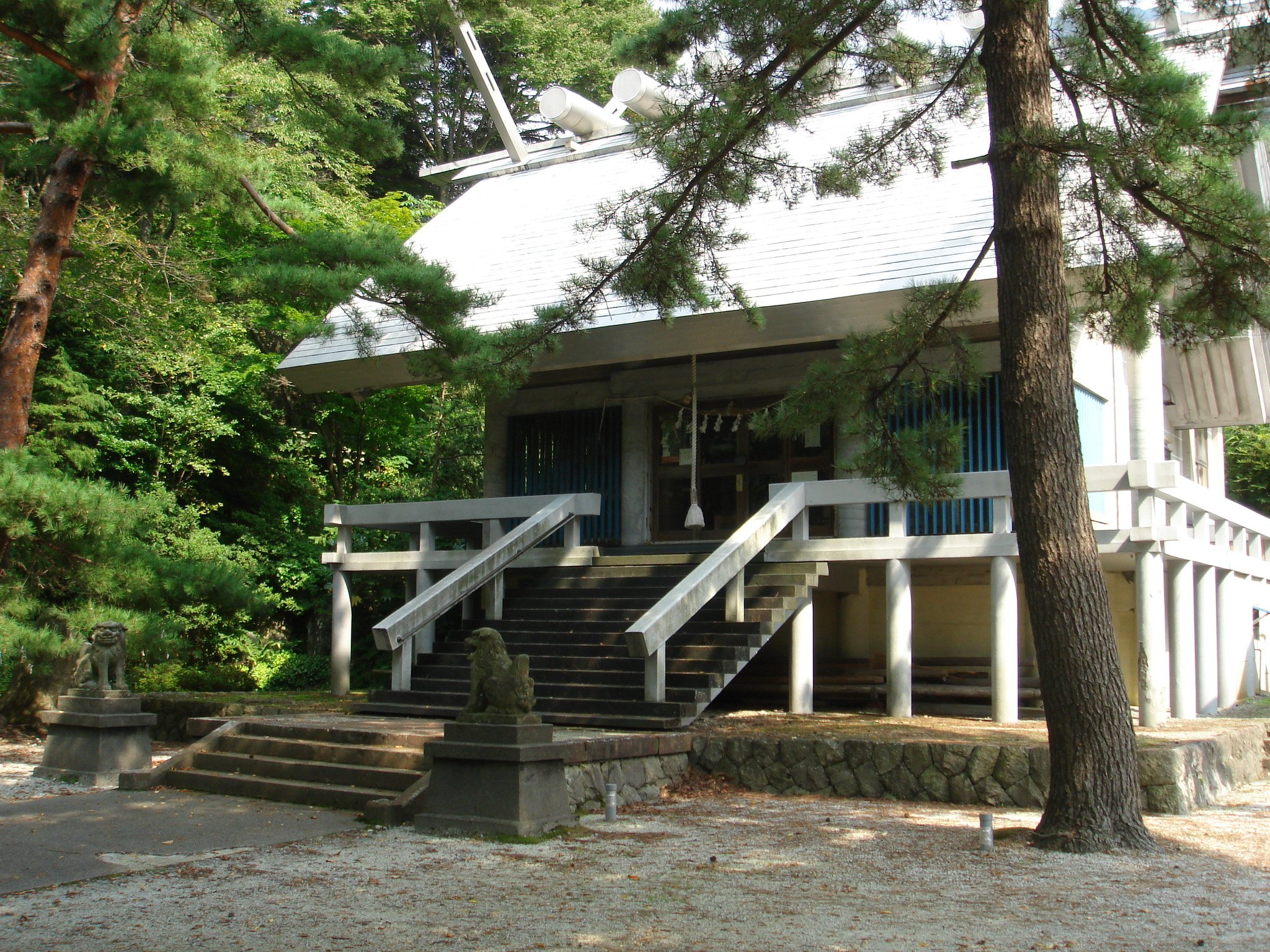
熊野神社境内
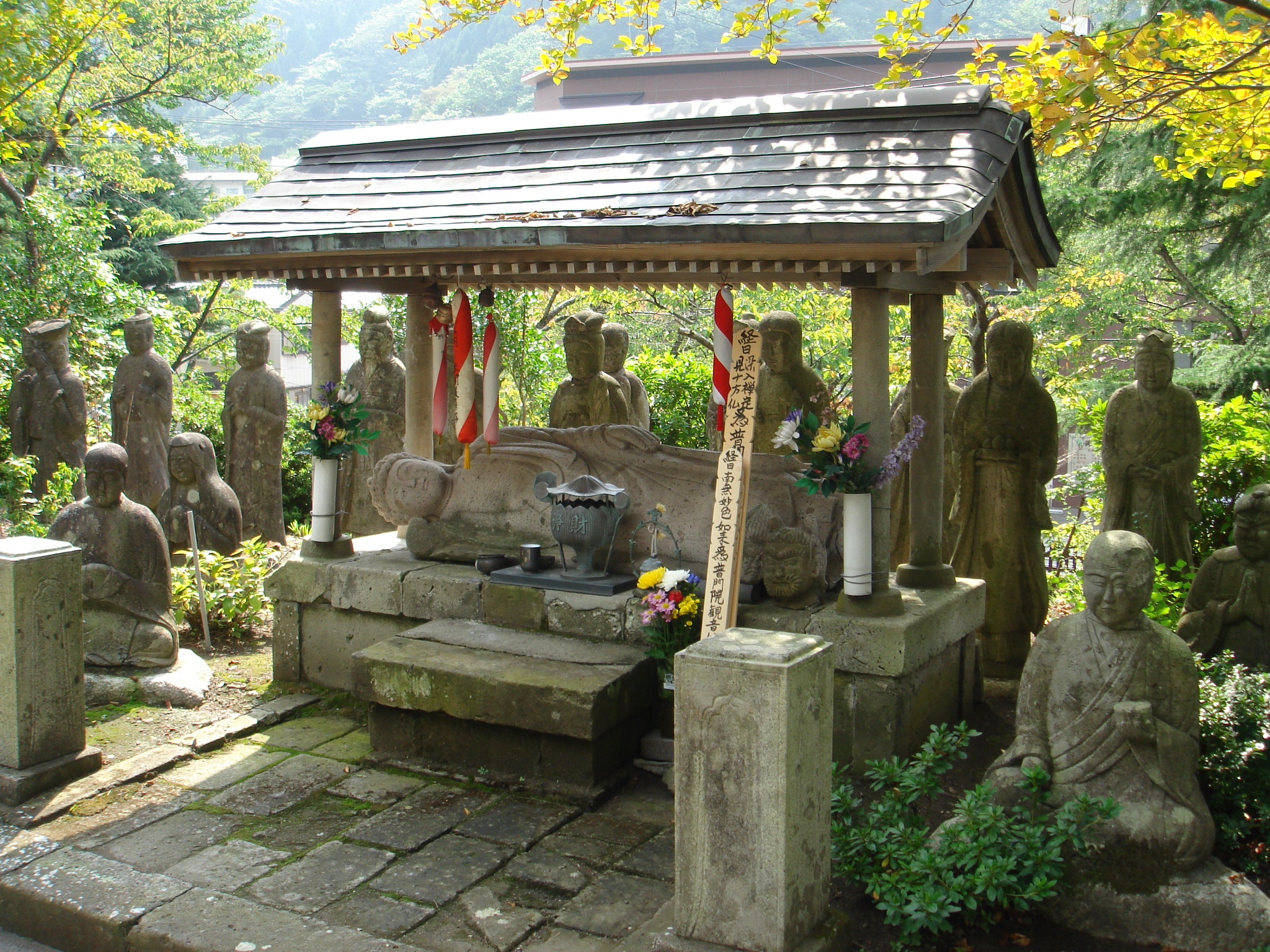
長徳寺涅槃像

### 名物
- 元禄餅 - 砂糖・白玉粉・抹茶などを原料にした、柔らかな餅菓子。
- 栃餅 - 栃の実で作った餅の中に、こしあんを包んだ大福餅。
- あつみかぶ漬け - 温海町の特産品として知られていた温海かぶと呼ばれる赤いカブを原料に、食塩・砂糖・酢だけで漬けた漬物。

## 歴史

### 開湯伝説
開湯は西暦821年、弘法大師が発見したとの伝説が残っている。但し、ツルが傷ついた脛を浸していた所を樵が発見したといった伝承も有る。さらに、役行者による発見説など異説も見られる。
なお、温海川の川底から湧出した温泉が、河口に流れ日本海を温かくしていたため、温泉名は「温海」と命名された。鎌倉時代後期までには、湯治場が形成されていたとも言われている。

### 庄内藩の時代から20世紀序盤まで

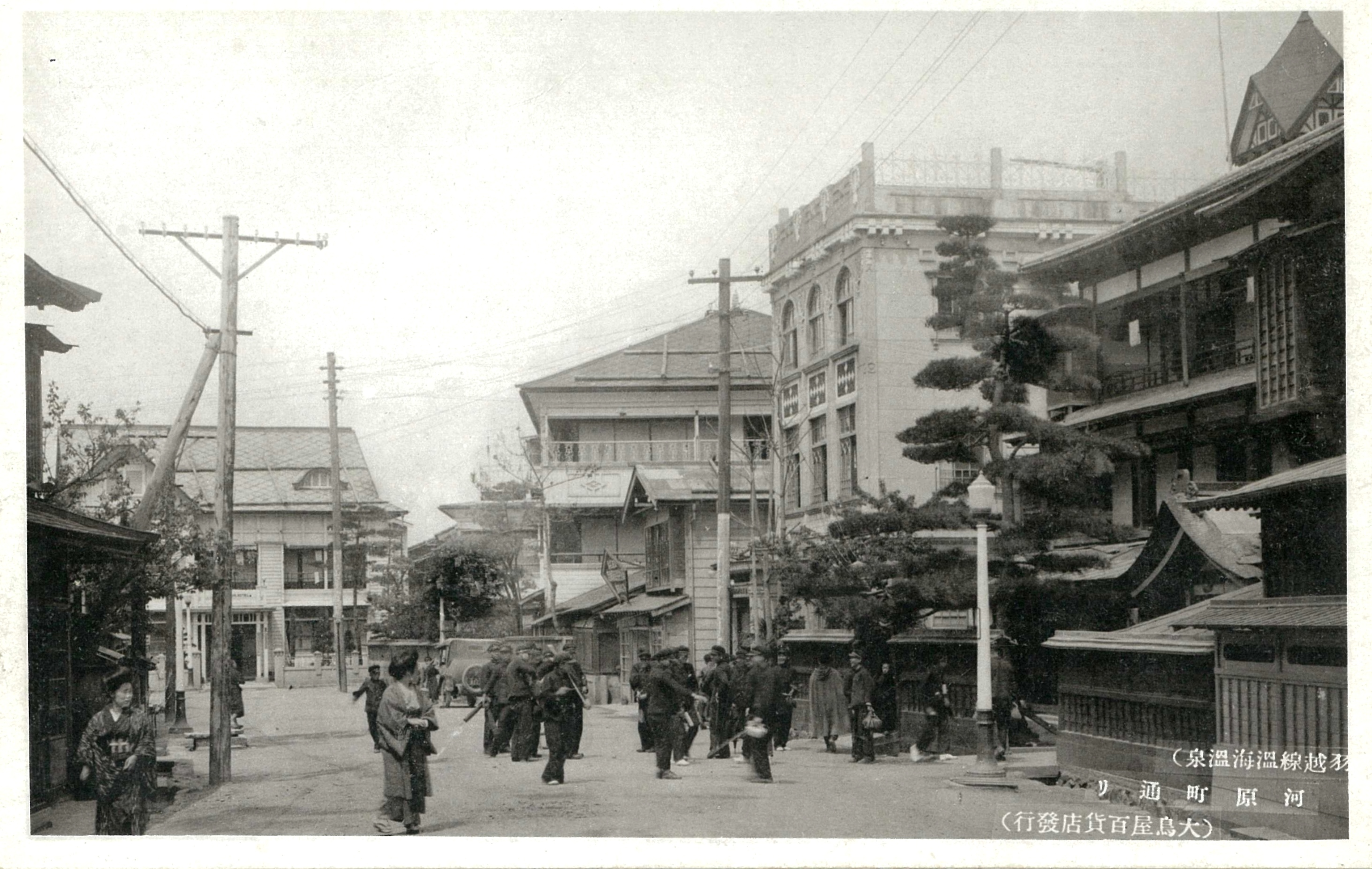
1924年（大正13年）頃の中心街

江戸時代には庄内藩の藩主であった酒井忠勝の時代以降に、庄内藩の湯役所が設けらた。これ以降、次第に浴客を収容する宿屋が並び、温泉地としての情景を見せるようになった。18世紀中盤に始まったとされる、湯治客が食材を買うための朝市は、冬期を除いて2015年現在も続いている。
なお、文人墨客が訪れた場所でもあり、与謝野晶子、横光利一、斎藤茂吉などが訪れた。

### 第二次世界大戦期
第二次世界大戦中の1944年から、東京の江戸川地区小岩地区の小岩・上小岩・下小岩・西小岩・南小岩・中小岩の6つの国民学校から、学童集団疎開で来た約1600名を受け入れた。温海温泉の21の旅館では一般客室として2〜3部屋を残しながら、全館を開放して、宿泊場所を提供した。

### 1951年の大火
1951年4月24日午後11時20分頃に、温泉街の民家から出火し、折からの強風に煽られて、温泉街での大火に拡大した。これにより全戸数427戸のうち251戸（313世帯）が全焼し、被災者は1700名を超えたが、奇跡的にも死者は出なかった。しかし、社寺、旅館19軒、郵便局、銀行など損害額は、15億円余と推定された。温海温泉の有志は復興を祈念して、1951年から3ヶ年に亘って温海川の河畔にサクラを植樹した。
なお、この大火を期に、手掘りなどで作った従来の源泉井を廃止し、新たな源泉を4箇所掘削して、これらを集中管理する方式に変更した。

### 温泉名表記の変遷
温泉名の表記は、古くは漢字で温海温泉とされる場合が多かった。しかし、温海が難読であると判断されたため、1977年に当時の国鉄「温海駅」があつみ温泉駅に改称された。これ以降は、次第に平仮名の表記で「あつみ温泉」と書くように変化していった。

### 21世紀以降
2003年から始まった、国土交通省の「くらしのみちゾーン整備事業」では、温海川沿いの市道の歩道と車道の段差を解消すると共に、2車線だった道路を1車線の片側通行にして、更に無電柱化して生まれた路側帯に、約20箇所の休憩施設を整備していった。2009年8月に、この通りは「かじか通り」と命名され、開通式が行われた。以後、この通りを活用したイベントが開催された事も有り、あつみ温泉が目指す「ひと中心のみちづくり・まちづくり」による温泉街再生のシンボルゾーンとされていった。
2012年3月24日に、日本海東北自動車道のあつみ温泉インターチェンジが供用を開始した。これにより、鶴岡市役所からあつみ温泉まで国道7号経由との比較で、所要時間が約9分短縮された。
2019年6月に山形県沖地震で被災し、旅館などに温泉水を送る配管の破損などが発生した。なお、2019年10月には、国民保養温泉地に指定された。

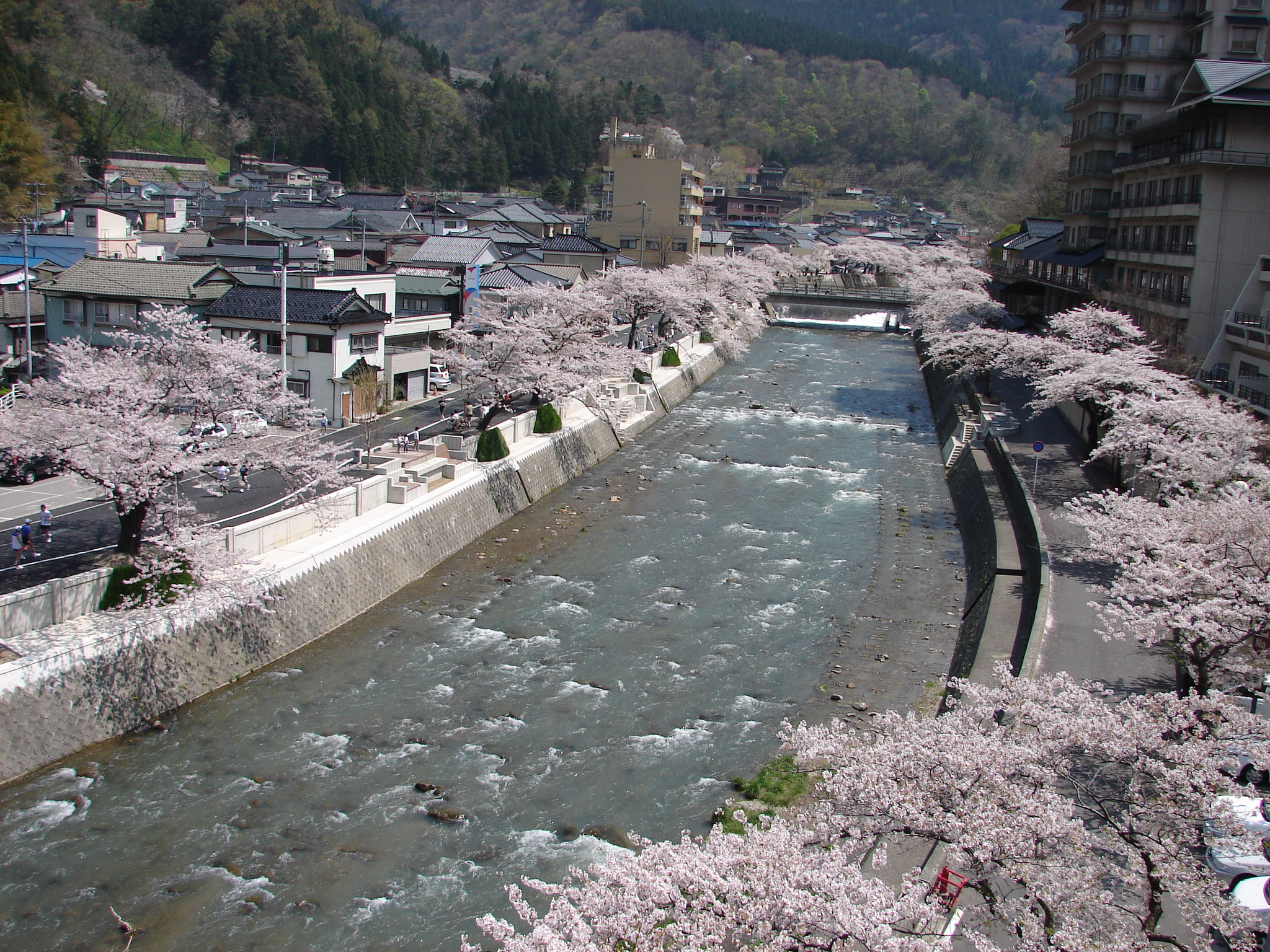
あつみ温泉街の桜並木
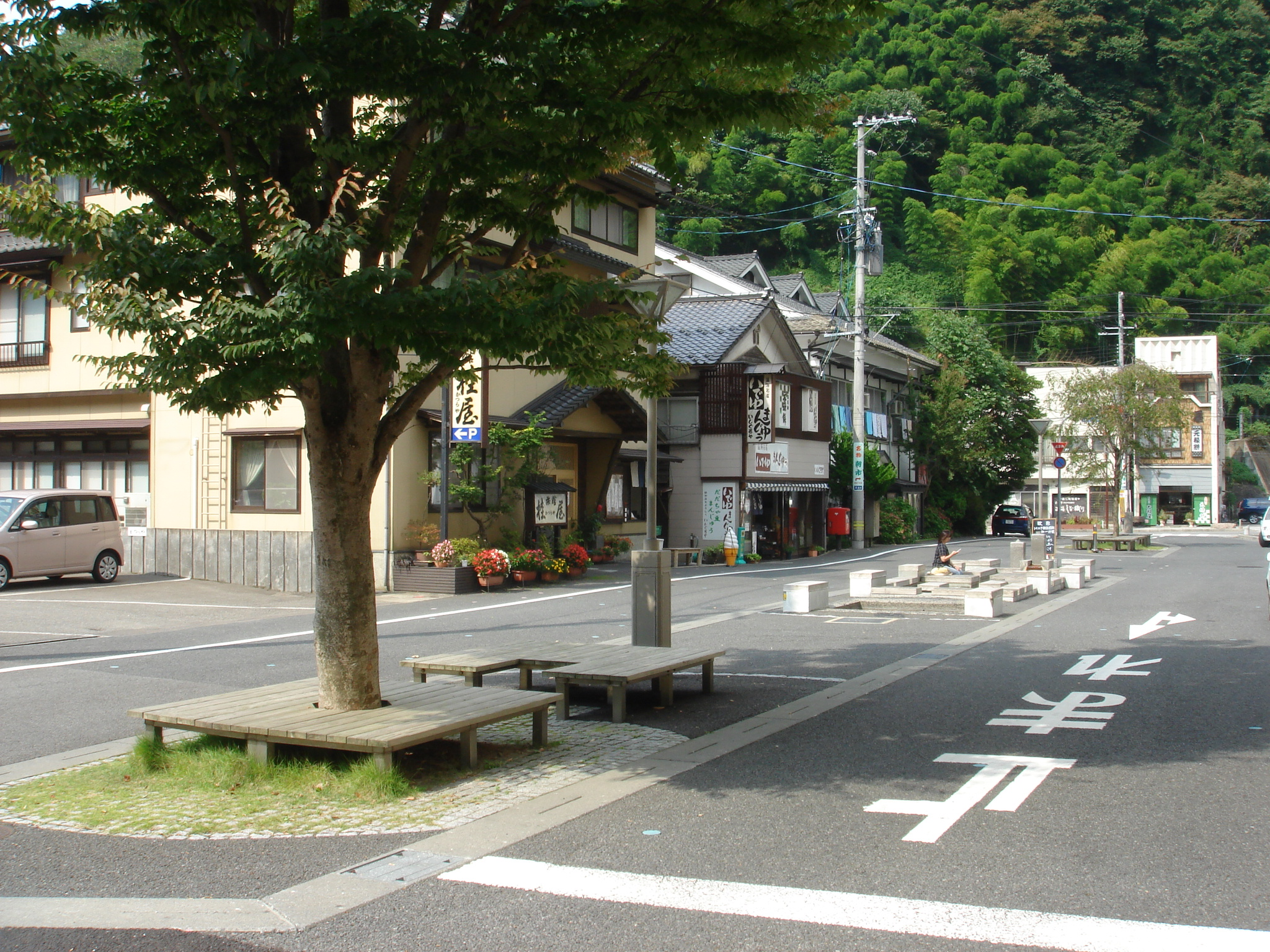
葉月橋通り
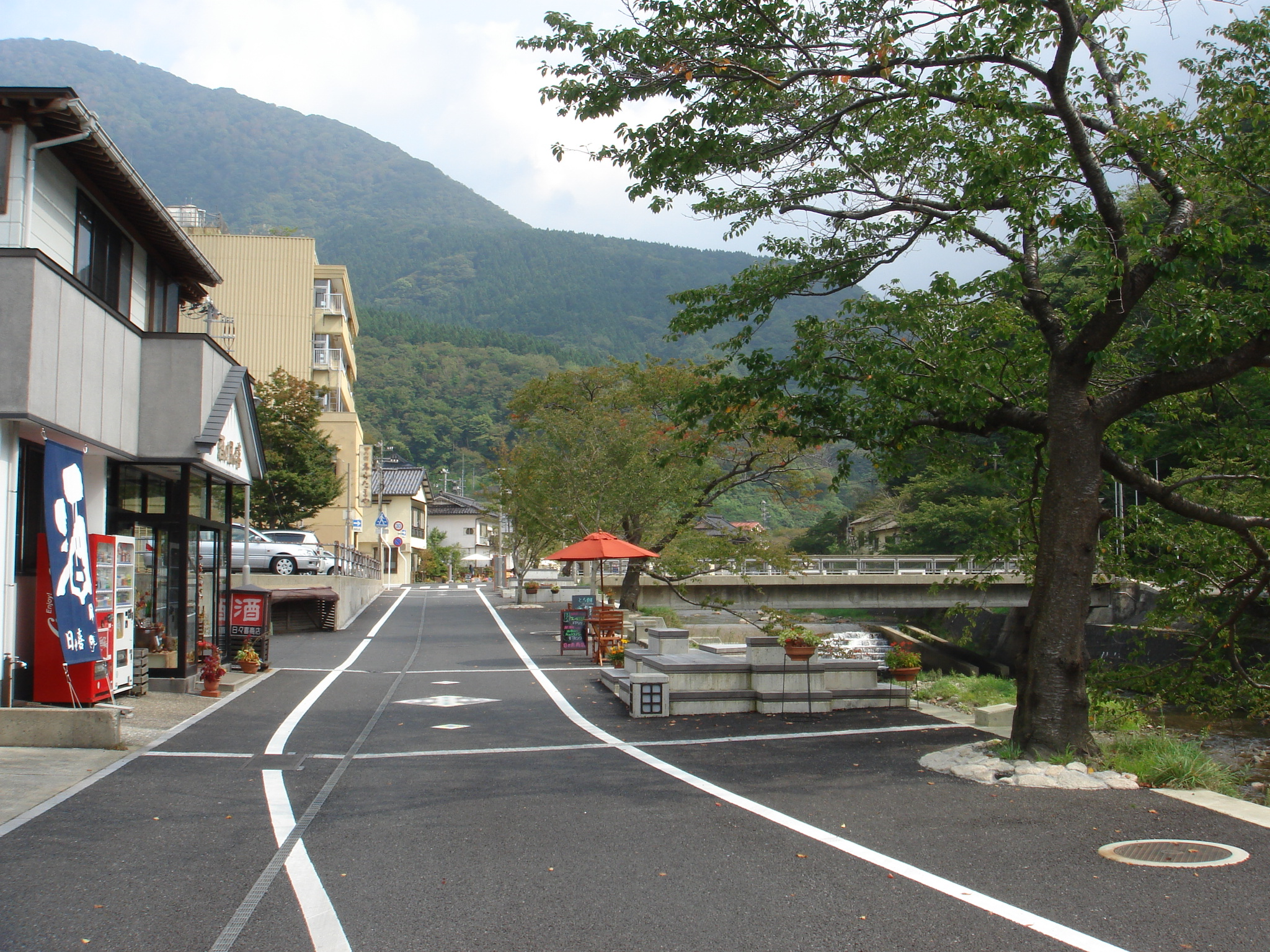
温海川河畔かじか通り（1）
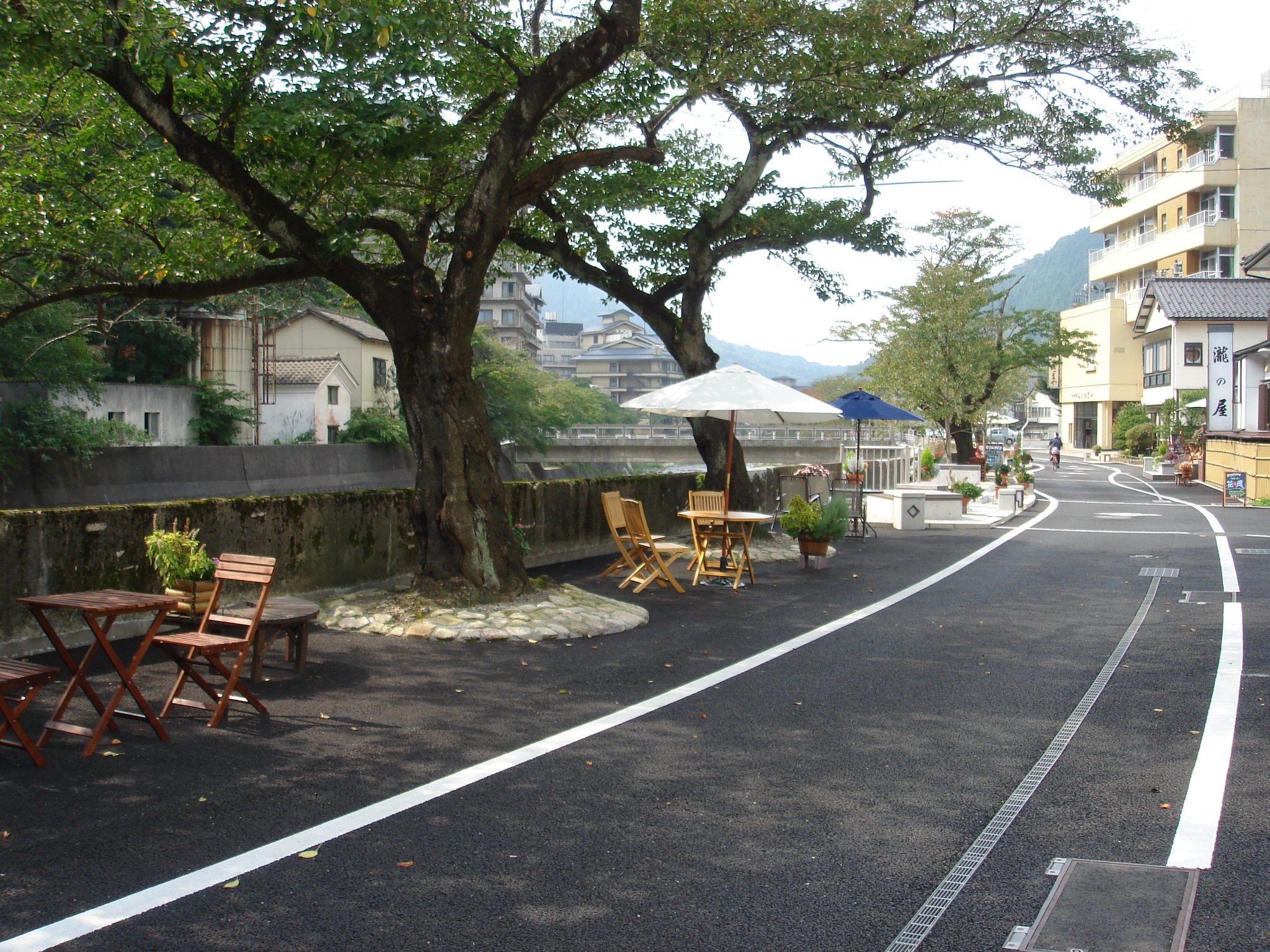
温海川河畔かじか通り（2）
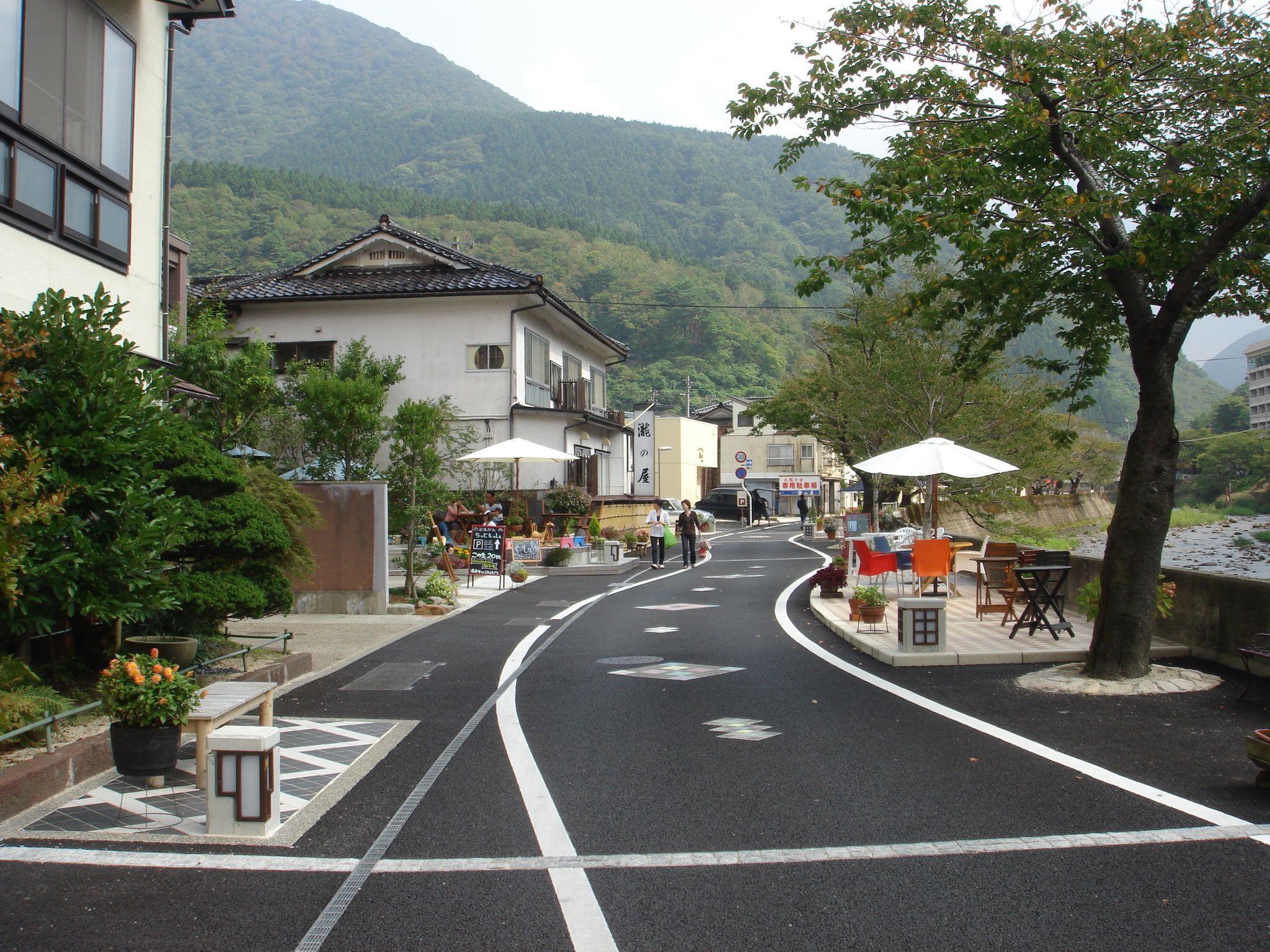
あつみ温泉くらしのみちゾーン
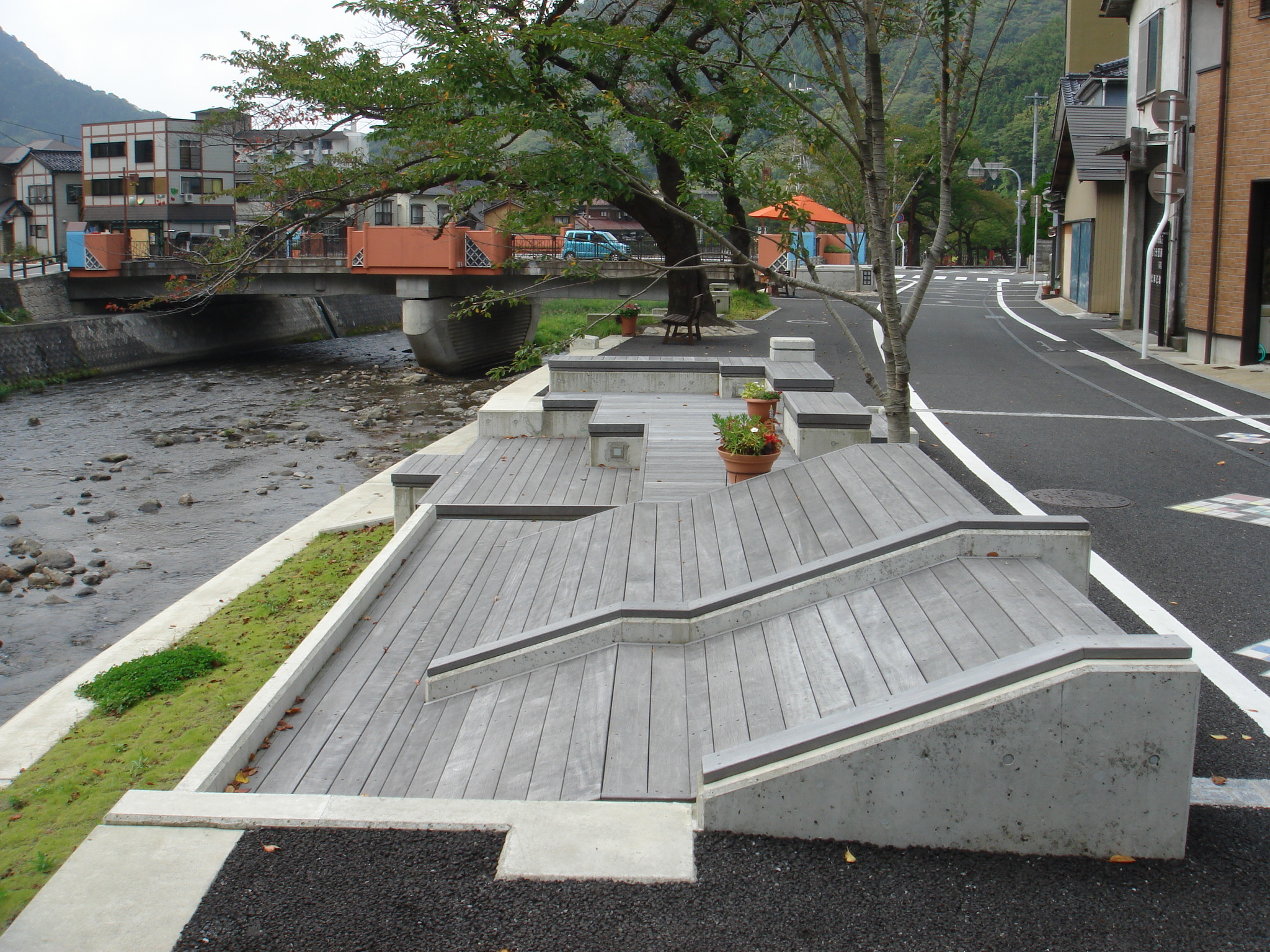
ねそべりベンチ
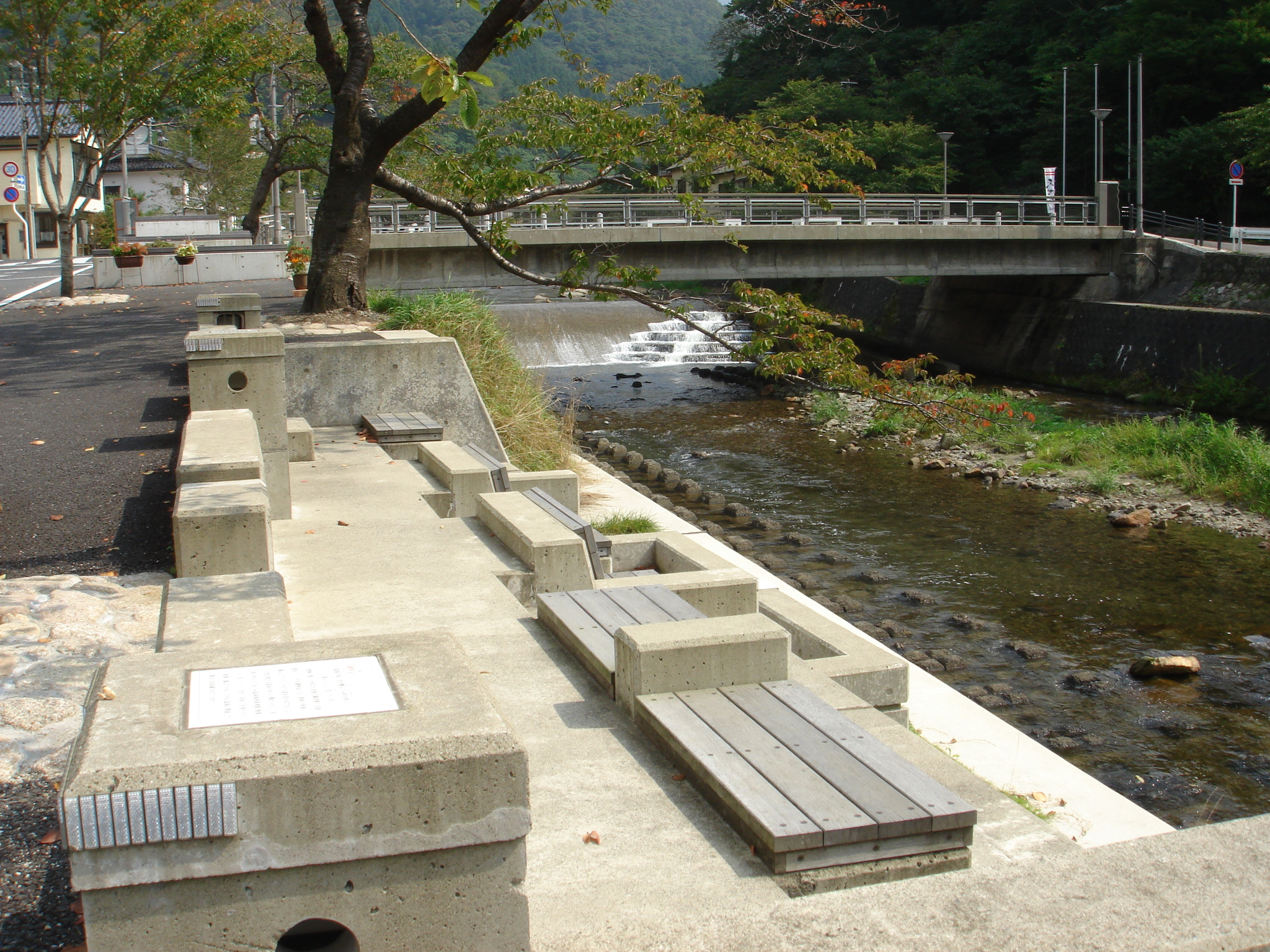
川沿いベンチ
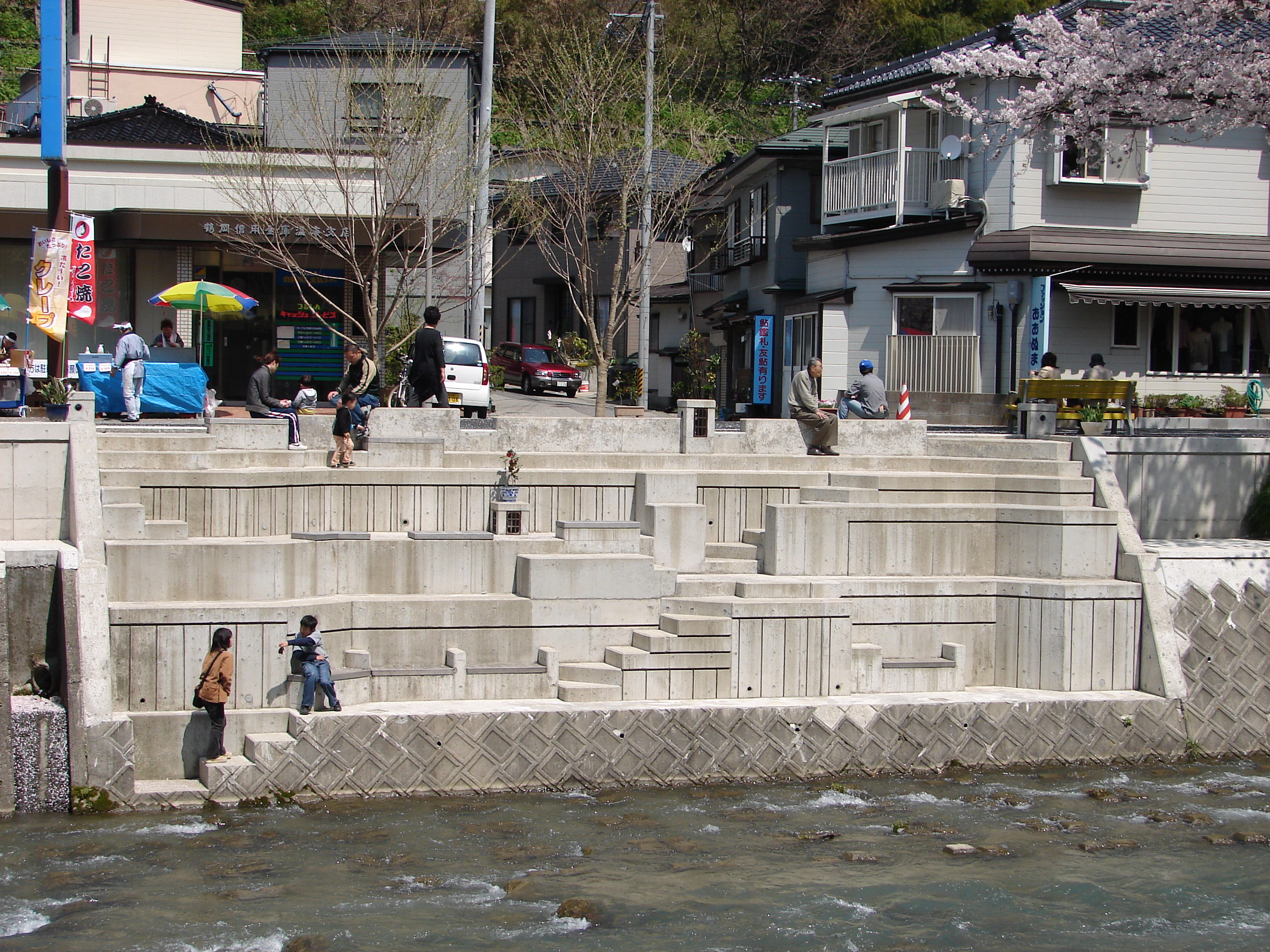
川沿いのテラス
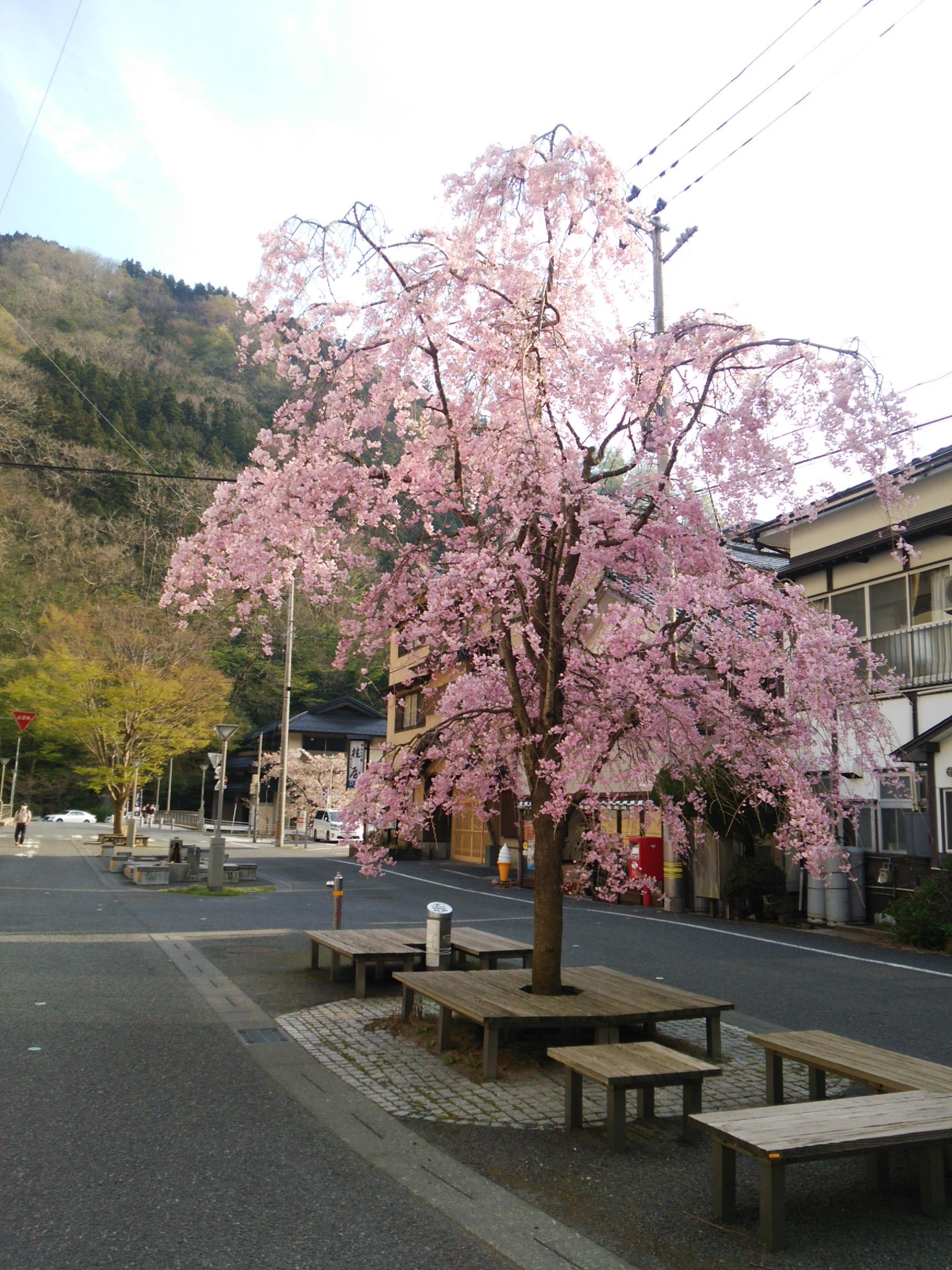
中心街の枝垂れ桜

## アクセス
- JR羽越本線 あつみ温泉駅より東へ約2 km。路線バス（庄内交通）、コミュニティバス（湯ったり号）[12]で約7分または送迎車で約5分。
- 自家用車：日本海東北自動車道あつみ温泉ICより約5分。または日本海東北自動車道朝日まほろばICより、国道7号経由で約65分。